# Апостол Артема
Апостол Артема (грч. Αρτεμας) је један од седамдесеторице апостола кога Св. апостол Павле спомиње у својој Посланици Титу (Тит 3,12). Био је епископ града Листре у Ликаонији. 

Апостол Павле у својој Посланици Титу (3:12) помиње Артему, као једног од његових ученика. Он га шаље на Крит уместо апостола Тита, док је овај био са њим у Никопољу.
Православна црква прославља апостола Артему 30. октобра, по јулијанском календару.